# Alex Bangura
Alex Bangura (13 juli 1999, Mokomre) is een Nederlands voetballer van Sierra Leoonse afkomst die als linker vleugelverdediger voor SC Cambuur speelt.

## Carrière
Alex Bangura speelde in de jeugd van De Rotterdamse Leeuw, de amateurtak en professionele tak van Feyenoord. In 2018 vertrok hij naar Cambuur, waar hij bij Jong Cambuur aansloot. Hij debuteerde in het eerste elftal van Cambuur op 4 februari 2019, in de met 2-1 verloren uitwedstrijd tegen Jong AZ. Hij kwam in de 73e minuut in het veld voor Kevin Jansen.

### Statistieken
| Seizoen                       | Club           | Land           | Competitie     | Competitie | Competitie | Beker | Beker | Overig | Overig | Totaal | Totaal |
| Seizoen                       | Club           | Land           | Competitie     | Wed.       | Dlp.       | Wed.  | Dlp.  | Wed.   | Dlp.   | Wed.   | Dlp.   |
| ----------------------------- | -------------- | -------------- | -------------- | ---------- | ---------- | ----- | ----- | ------ | ------ | ------ | ------ |
| 2018/19                       | SC Cambuur     | Nederland      | Eerste divisie | 13         | 0          | 0     | 0     | 1      | 0      | 14     | 0      |
| 2019/20                       | SC Cambuur     | Nederland      | Eerste divisie | 10         | 1          | 1     | 0     | 0      | 0      | 11     | 1      |
| 2020/21                       | SC Cambuur     | Nederland      | Eerste divisie | 24         | 0          | 2     | 0     | 0      | 0      | 26     | 0      |
| 2021/22                       | SC Cambuur     | Nederland      | Eredivisie     | 27         | 3          | 1     | 0     | 0      | 0      | 28     | 3      |
| 2022/23                       | SC Cambuur     | Nederland      | Eredivisie     | 29         | 1          | 2     | 0     | 0      | 0      | 31     | 1      |
| Carrièretotaal                | Carrièretotaal | Carrièretotaal | Carrièretotaal | 103        | 5          | 6     | 0     | 1      | 0      | 110    | 5      |
| Bijgewerkt op 8 augustus 2023 |                |                |                |            |            |       |       |        |        |        |        |